# NGC 2175
NGC 2175 é um aglomerado aberto com nebulosa na direção da constelação de Orion. O objeto foi descoberto pelo astrônomo Christian Bruhns em 1857, usando um telescópio refrator com abertura de 0 polegadas.